# 烏爾斯特河
50°50′36″N 9°59′5″E / 50.84333°N 9.98472°E
烏爾斯特河（德語：Ulster，發音：[ˈʊlstɐ]）是德國的河流，流經圖林根州和黑森州，屬於威拉河的左支流，河道全長56公里，發源自埃倫貝格，希爾德斯、伦山区坦恩、蓋薩和下布赖茨巴赫，河口處在菲利普斯塔爾。